# Děčany
Děčany är en ort i Tjeckien.   Den ligger i regionen Ústí nad Labem, i den nordvästra delen av landet, 50 km nordväst om huvudstaden Prag. Děčany ligger 227 meter över havet och antalet invånare är 357.
Terrängen runt Děčany är platt åt sydväst, men åt nordost är den kuperad.Runt Děčany är det ganska glesbefolkat, med 39 invånare per kvadratkilometer. Närmaste större samhälle är Litoměřice, 19,0 km nordost om Děčany. Trakten runt Děčany består till största delen av jordbruksmark.